# MGM-51 Shillelagh

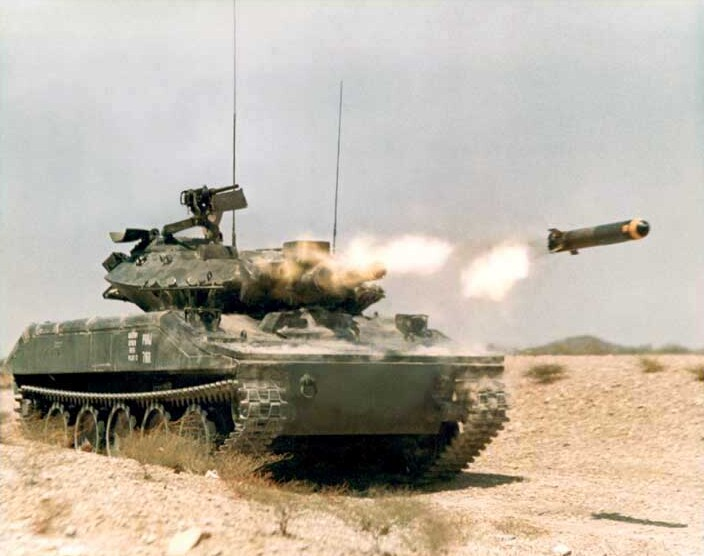
Tank M 551 Sheridan odpaluje střelu Shillelagh

Philco Ford MGM-51 Shillelagh (česky: kyj) byla americká protitanková řízená střela vyvinutá pro odpalování z konvenčního tankového kanónu M81 ráže 152 mm. Byla vyvíjena od roku 1958 a její sériová výroba začala v roce 1964. Střela byla hlavní výzbrojí amerických tanků M 551 Sheridan a M60A2.

## Popis

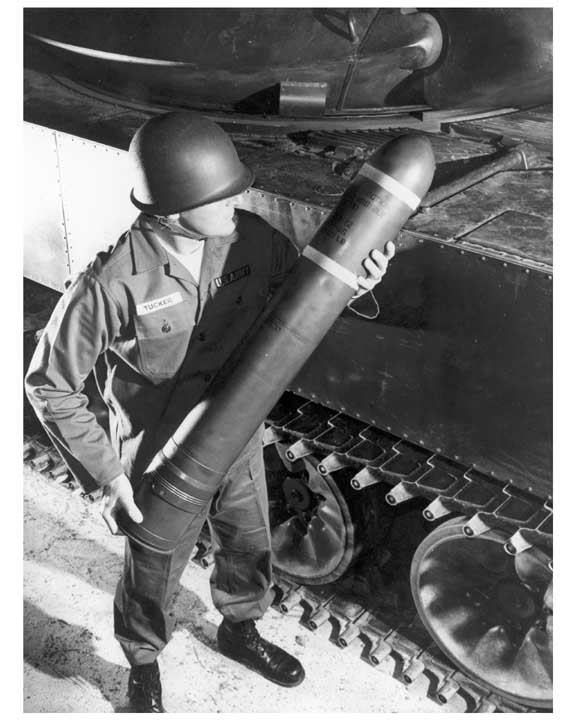
Voják se střelou Shillelagh

Střela MGM-51A byla jednostupňová, poháněl ji raketový motor na tuhé pohonné hmoty. Po výstřelu letěla rychlostí přibližně 300 m/s. Za letu byla stabilizována čtyřmi stabilizačními křídly, která se rozevřela po opuštění hlavně. Za letu byla naváděna střelcem pomocí infračerveného povelového systému. Řízena byla pomocí čtyř vychylovatelných trysek raketového motoru. Minimální vzdálenost cíle pro přesný zásah byla 1000 m a maximální dosah zbraně byl 4000 m. Při střelbě na větší vzdálenosti se jednalo o velmi přesnou zbraň.

## Technické údaje (MGM-51A)
- Průměr: 152 mm
  - Průměr po rozevření stabilizačních ploch: 280 mm
- Délka: 1140 mm
- Hmotnost: 27 kg
  - Hmotnost bojové hlavice: 6,2 kg
- Rychlost: 300 m/s
- Minimální dosah: 100 m
- Dostřel: 4000 m